# أبو يحيى بن أبي عمران التينمللي
أبو يحيى بن أبي الحسن بن أبي عمران التينمللي ويسمى في المصادر المسيحية (Abu Iehie) أو (Aboheihe)، وهو آخر والي مسلم الجزائر الشرقية (1208 - 1229).
في سبتمبر عام 1203، عندما عاد الموحدين إلى السلطة في ميورقة بعد انتصارهم على المرابطين. أعدم زعيم المرابطين عبد الله بن إسحاق بن غانية. حكم أبو يحيى الجزيرة بشكل مستقل عن الخلافة بعد معركة العقاب في عام 1212 إلى أن انتهت بعد الحملة الصليبية ضد ميورقة بقيادة خايمي الأول ملك أراغون في عام 1229.